# Уоллер, Август Дезире
Август Дезире Уоллер (англ. Augustus Desiré Waller; 18 июля 1856, Париж — 11 марта 1922, Лондон) — английский учёный-физиолог, профессор физиологии Лондонского университета (1903). Доктор медицины (с 1881).

## Биография
Сын гистолога и физиолога Августа Уоллера. Изучал медицину в университетах Абердина и Эдинбурга.
После окончания учёбы в 1881 году, в Эдинбурге работал с Джоном Бурдон-Сандерсоном (1828—1905) в Университетском колледже Лондона. В 1883 году стал преподавателем физиологии в Лондонской школе медицины для женщин.
А. Д. Уоллер был первым, кто сделал запись электрокардиограммы человеческого сердца с помощью капиллярного электрометра — прибора, состоящего из ртутного столбика, поднимающегося и опускающегося в зависимости от изменения электрического поля.
В мае 1887 г. в лондонском госпитале Святой Марии в Паддингтоне доктор Август Уоллер записал первую человеческую электрокардиограмму с использованием этого аппарата. Аппарат состоял из капиллярного электрометра. установленного на проекторе. След от биения был спроектирован на фотографическую пластину, установленную на шасси игрушечного поезда. Это позволило зарегистрировать биения сердца в режиме реального времени.
Предложил (1888—1889) схему электрического поля сердца. Выдвинул (1887) теоретическую концепцию электрокардиограммы, последовательно разработанную в XX в. В. Эйнтховеном. Создал первый практический электрокардиограф с поверхностными электродами.
В 1903 году стал профессором физиологии в Лондонском университете.
Член Лондонского королевского общества.

## Избранные труды
- An Introduction to Human Physiology, 1891
- Eight lectures on the signs of life from their electrical aspect. London : Murray, 1903
- The electrical action of the human heart. London: University of London Press, 1922